# Chilkaragi, Manvi
Chilkaragi là một làng thuộc tehsil Manvi, huyện Raichur, bang Karnataka, Ấn Độ.